# Corea del Norte en los Juegos Paralímpicos de Londres 2012
Corea del Norte estuvo representada en los Juegos Paralímpicos de Londres 2012 por un deportista masculino. El equipo paralímpico norcoreano no obtuvo ninguna medalla en estos Juegos.